# Championnat de Mongolie de football 2022
Navigation
Saison précédente Saison suivante
La saison 2022 du Championnat de Mongolie de football est la vingt-septième édition de la National Premier League, le championnat de première division en Mongolie. Les dix équipes sont regroupées au sein d'une poule unique où elles s'affrontent deux fois, à domicile et à l'extérieur. Le dernier du classement est relégué et remplacé par le champion de First League, la deuxième division nationale.
Le club d'Khaan Khuns-Erchim FC remporte son treizième titre de champion cette saison après avoir terminé en tête du classement final.
Grâce à ce succès, le club se qualifie pour la Coupe de l'AFC 2023-2024.

## Les clubs participants
- Khaan Khuns-Erchim FC
- Khangarid
- Selenge Press Falcons
- FC Ulaanbaatar
- Deren FC
- Ulaanbaatar City FC
- Athletic 220 FC
- BCH Lions
- Tuv Buganuud  - Promu de First League
- Khovd Club  - Promu de First League

## Compétition
Le barème de points servant à établir le classement se décompose ainsi :
- Victoire : 3 points
- Match nul : 1 point
- Défaite : 0 point

### Classement
| Rang | Équipe                | Pts | J  | G  | N | P  | Bp | Bc | Diff |
| ---- | --------------------- | --- | -- | -- | - | -- | -- | -- | ---- |
| 1    | Khaan Khuns-Erchim FC | 44  | 18 | 14 | 2 | 2  | 63 | 15 | +48  |
| 2    | FC Ulaanbaatar        | 41  | 18 | 13 | 2 | 3  | 56 | 18 | +38  |
| 3    | Ulaanbaatar City FC   | 33  | 18 | 10 | 3 | 5  | 51 | 28 | +23  |
| 4    | Deren FC              | 32  | 18 | 10 | 2 | 6  | 42 | 26 | +16  |
| 5    | Tuv Buganuud P        | 30  | 18 | 9  | 3 | 6  | 38 | 33 | +5   |
| 6    | Selenge Press Falcons | 29  | 18 | 9  | 2 | 7  | 39 | 33 | +6   |
| 7    | Athletic 220 FC T     | 14  | 18 | 3  | 5 | 10 | 18 | 31 | -13  |
| 8    | Khangarid             | 12  | 18 | 3  | 3 | 12 | 19 | 44 | -25  |
| 9    | Khovd Club P          | 11  | 18 | 3  | 2 | 13 | 25 | 69 | -44  |
| 10   | BCH Lions             | 10  | 18 | 2  | 4 | 12 | 19 | 73 | -54  |

|  | Qualification pour la Coupe de l'AFC 2023-2024                                      |
|  | Barrage de relégation                                                               |
|  | Relégation en First League                                                          |
|  | T : Tenant du titre C : Vainqueur de la Coupe de Mongolie P : Promu de First League |

- source soccerway

## Relégation
BCH Lions qui devait être relégué sera repêcher avant la saison 2022-2023, le Athletic 220 FC s'étant retiré pour raisons financières.
Dans les barrages de relégation, Khovd Club gagne sur l'ensemble des matchs 4 à 2 contre Khökh Chononuud et reste en première division.

## Bilan de la saison
| Championnat de Mongolie de football 2022 |                                             |
| Champion                                 | Khaan Khuns-Erchim FC (13e titre)           |
| Qualifications continentales             |                                             |
| Coupe de l'AFC 2023-2024                 | Khaan Khuns-Erchim FC                       |
| Promotions et relégations                |                                             |
| Promus en National Premier League        | Khormkhon FC                                |
| Relégués en First League                 | Athletic 220 FC (Retrait de la compétition) |